# 아마르 코피
아마르 코피는 아랍 아이돌 시즌 3에 참여했으며, 이전에도 현지 쿠르드 프로그램에 참여한 적이 있는 이라크 쿠르드 출신의 쿠르드인 가수이다.  MBC '아랍 아이돌'에 출연해 유명세를 탔다.